# Cessna Citation III
O Cessna Citation III é uma aeronave bimotor executiva de médio porte e alta performance, com motorização turbofan e capacidade para transportar confortavelmente seis ou sete passageiros em viagens interestaduais sem escalas para reabastecimento ou em viagens internacionais e intercontinentais com escalas para reabastecimento, após um cuidadoso planejamento antecipado de viagem da sua tripulação.
O Citation III (conhecido também como Citation 650) foi o primeiro dos modelos da série 650 da família de jatos executivos com a marca Citation, projetado e fabricado nos Estados Unidos a partir do início da década de 1980 pela Cessna Aircraft Company. O Citation III foi o primeiro modelo de aeronave da Cessna em que a maioria dos passageiros de estatura de até 1,65 metro podem, em voo de cruzeiro, usar o corredor da cabine da aeronave para acessar a sua galley e o seu toalete sem necessidade de se curvar.
O Citation III é uma aeronave de projeto totalmente original e os engenheiros da Cessna utilizaram-no como base para dar origem ao desenvolvimento posterior do Citation VI e Citation VII, suas versões posteriores. A série 650 foi a segunda de seis "famílias" distintas dos jatos vendidos pela Cessna sob a marca Cessna Citation e o primeiro modelo da Cessna com asa enflechada de perfil supercrítico.
A Cessna Aircraft Company é a maior fabricante de aeronaves executivas do mundo, uma propriedade da corporação americana Textron Company.
A Textron também é proprietária da fabricante norte-americana de helicópteros Bell Helicopter e da fabricante de aeronaves executivas Beechcraft Corporation.

## Design e desenvolvimento

### Citation III
Enquanto o Citation I e o Citation II foram muito bem sucedidos quanto às expectativas de venda nas décadas de 1970 e 1980, seus competidores mais próximos eram as aeronaves bimotoras a jato Learjet 25 e Learjet 35 e aeronaves turboélice das linhas King Air, Mitsubishi MU e EMB-121 Xingu.
Logo, a Cessna percebeu que havia mercado para mais um jato sofisticado de porte médio, com asas enflechadas de perfíl supercrítico, toalete totalmente privativo, bagageiro aquecido eletricamente, alta performance de subida e de velocidade de cruzeiro, e com mais alcance suficiente para competir no crescente mercado de jatos corporativos. Para desenvolver tal aeronave, a Cessna iniciou seu projeto a partir de um desenho totalmente original, ao invés de construir sobre a linha de produção já existente do Citation 500.
O desenvolvimento do Citation III se iniciou em 1978, e o primeiro protótipo construído fez seu voo em maio de 1979, e o segundo protótipo voando em maio de 1980. Após um típico programa de testes de desenvolvimento, a aeronave recebeu sua certificação pela FAA em abril de 1982.
A aeronave é operada por dois tripulantes, com uma configuração típica executiva para seis ou sete passageiros, entretanto, em uma configuração de alta densidade pode transportar até 9 passageiros. É motorizada com dois de turbofans Garrett TFE731-3B.
Em 1983, logo após as primeiras aeronaves serem entregues aos clientes, o Citation III bateu vários recordes em sua classe, incluindo dois recordes em tempo de subida e em velocidade por 5 horas e 13 minutos em um voo de Gander, Newfoundland, para Paris, no Aeroporto de Le Bourget. A produção continuou por nove anos até 1992, com um total de 202 Citation III sendo construídos.
O Citation III foi fabricado originalmente, nos primeiros anos da fabricação, com um conjunto de aviônicos da Honeywell e da Collins. Porém, hoje em dia é possível submeter os modelos usados de Citation III disponíveis no mercado a uma variedade de modernizações e atualizações em oficinas certificadas pelo fabricante, incluindo atualização do motor para 3.850 libras e RVSM.
Mais de 200 unidades do Citation III foram vendidas.

### Citation IV
Em 1989, a Cessna anunciou que o Citation III seria melhorado com tanques de combustível maiores para um alcance maior, ao mesmo tempo que outras modificações melhorariam a performance da aeronave em operações em pistas de pouso de comprimento menor que as usadas até então. Entretanto, a Cessna cancelou o programa antes que a primeira aeronave fosse construída.

### Citation VI
Ao invés do Citation IV, a Cessna focou sua atenção em desenvolver duas outras versões do Citation III simultaneamente. O primeiro destes, o Citation VI, foi concebido como uma versão econômica do III, com Aviónica mais básica e um interior de cabine genérico, sem a opção de interiores personalizados, que eram desenhados para cada cliente, como era feito com o III. O primeiro voo do VI foi realizado em 1991, mas o mercado não o recebeu bem. Apenas 39 aeronaves foram construídas antes que o modelo fosse retirado de linha em maio de 1995.

### Citation VII

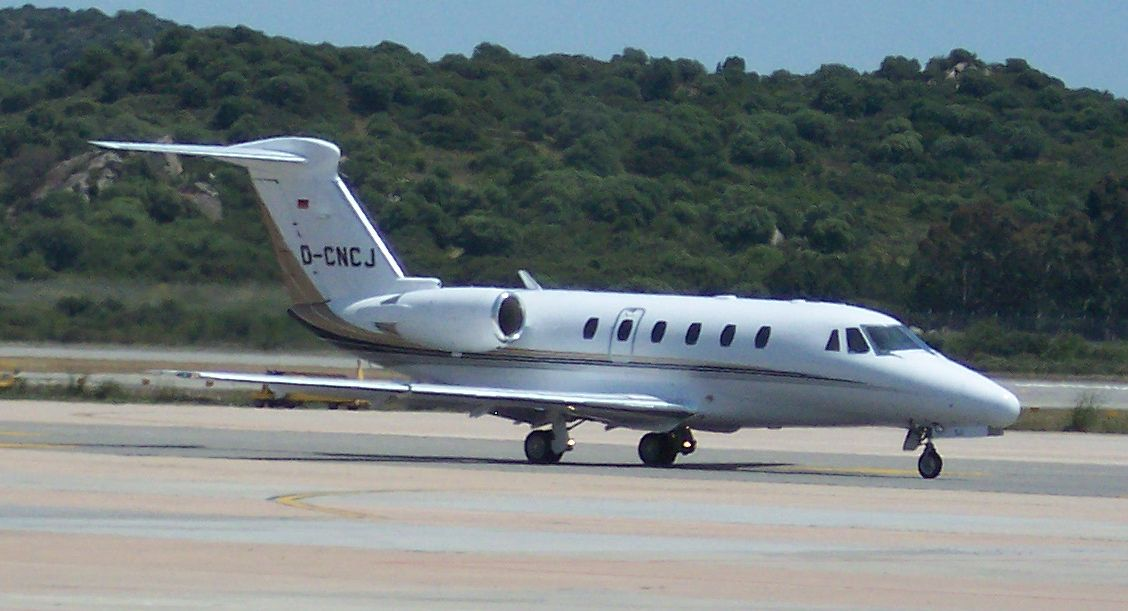
Cessna Citation VII - Versão melhorada do Citation III

O segundo modelo de aeronave que a Cessna trabalhou após o cancelamento do IV, foi o Citation VII, também baseado no Citation III, mas com a intenção de dar um passo à frente em relação à performance. O Citation VII é considerado no meio aeronáutico uma reação da Cessna ao avanço da Learjet no mercado mundial de jatinhos executivos, os seus principais concorrentes são o Learjet 55 e Learjet 60.
O Citation VII desenvolve uma velocidade máxima de cruzeiro de 880 km / h. Isto ultrapassa qualquer aeronave na linha da Learjet, que atualmente desenvolvem velocidade máxima de cruzeiro de 860 km / h nas suas Learjet 45 e Learjet 60. Motores melhores Garrett TFE731-4R permitiram a aeronave operar em aeroportos de alta altitude durante períodos mais quentes, quando a altitude / densidade proibia a operação do III. O primeiro voo do VII foi realizado em fevereiro de 1991, e sua linha de produção terminou nove anos após, com um total de 119 aeronaves construídas

## Variantes
- Citation III (Modelo 650) design totalmente novo.[5][6][7]
- Citation IV foi uma proposta de atualização do III, mas cancelado pela Cessna.[5]
- Citation VI (Modelo 650) foi um derivado de baixo custo do III, que possuía uma suíte de aviônicos mais básica e um design de interior não personalizável.[5][6]
- Citation VII (Modelo 650) foi uma melhoria do III que esteve em produção entre 1992 e 2000.[5][8]

## Especificações[1](Citation III)
Citation III
- Tripulação: 1 piloto e 1 co-piloto;
- Capacidade: 6 ou 7 passageiros;
- Comprimento: 16,9 metros;
- Envergadura: 16,3 metros;
- Altura: 5,1 metros;
- Área da asa: Aprox. 29 m²
- Peso vazio: Aprox. 5.293 kg
- Pesó máximo de decolagem: Aprox. 9.979 kg;
- Motorização (potência): 2 X Garrett TFE731-3B-100S (3.650 libras / cada);
- Tipo do motor: Turbofan;
- Velocidade de cruzeiro: Aprox. 830 km / h;
- Alcance: Aprox. 3.500 quilômetros;
- Teto operacional: Aprox. 15.500 m (51.000 ft);
- Razão de subida: Aprox. 1.100 metros / minuto;
- Preço: US$ 2,5 milhões (usado / bom estado de conservação);

## Principais concorrentes
- Learjet 55;
- Learjet 60;